# Mydland
Mydland är en by i Sokndals kommun i Rogaland fylke i sydvästra Norge. Byn ligger vid fylkesväg 4242, nordöst om kommunens centralort Hauge.